# オークスカナルパークホテル富山前停留場
オークスカナルパークホテル富山前停留場（オークスカナルパークホテルとやままえていりゅうじょう）は、富山県富山市牛島町にある、富山地方鉄道富山港線の停留場である。駅番号はC26。
岩瀬浜方面のみホームが設置されており、富山駅方面の電車はすべて通過となっている。

## 歴史
- 2020年（令和2年）1月6日：停留場名が決定[4][5]。
- 2021年（令和3年）3月21日：開業[1][2][3]。

## 停留場構造
単式ホーム1面1線を有する。当停留場の前後の路線は、道路中央ではなく道路の端を走っているため、当停留場は歩道から直接出入りできる。
逆方向の富山駅方面は進行方向左側が車道にあたり、ホームや安全地帯が設けられていないため停車しない。

## 停留場周辺
- ブールバール
- オークスカナルパークホテル富山
- 北陸電力本店ビル
- 北日本放送本社
- 富山市芸術文化ホール（オーバード・ホール）
- アーバンプレイス
- 県営富山武道館
- とやま自遊館
- ボルファートとやま
- 富山県民共生センター（サンフォルテ）
- 富山市総合体育館
- 富岩運河環水公園
- ハローワーク富山
- 樂翠亭美術館
- 富山クリエイティブ専門学校
- タワー111

## 隣の停留場
富山地方鉄道
■富山港線（岩瀬浜方面のみ停車）
富山駅停留場 (C15) → オークスカナルパークホテル富山前停留場 (C26) → インテック本社前停留場 (C27)